# ماریا روکس
ماریا روکس (انگلیسی: Marya Roxx؛ زادهٔ ۱۸ ژانویهٔ ۱۹۸۶) یک خواننده راک و هوی متال اهل استونی است. وی از سال ۱۹۹۳ میلادی تاکنون مشغول فعالیت بوده‌است.
وی از اعضای گروه وانیلا نینیا بوده است.

## آهنگ‌شناسی

### آلبوم‌ها
- ۲۰۰۸: Payback Time

### تک‌آهنگ‌ها
- ۲۰۰۶: Could You
- ۲۰۰۶: Shine It On
- ۲۰۰۸: ۲۱?! EP